# UTC+9:45
UTC+9:45 — часова зона, яка використовувалася у період дії літнього часу у Південно-Східній частині штату Західна Австралія. Це неофіційна часова зона, що використовувалася придорожніми закусочними у деяких містах, зокрема, Юкла, Кейгуна та ін.). Стандартний час, що діє і зараз (UTC+8:45) був зумовлений різницею в часі між двома сусідніми штатами — Західна Австралія та Південна Австралія, що складає півтори години. Тому у згаданих містах вирішили таким чином «згладити» цю різницю. Однак на відміну від Південної Австралії, яка безперервно використовує літній час з 1970-их років, Західна Австралія використовувала літній час у 1917, 1942—1943, 1974—1975, 1983—1984, 1991—1992 та 2006—2009 роках.

## Використання
Зараз не використовується

## Історія використання

### Як стандартний час
Ніколи не використовувався

### Як літній час
- Австралія (Західно-Центральний час)